# Vuelta Ciclista del Uruguay 1967
La 24.ª edición de la Vuelta Ciclista del Uruguay se disputó entre el 18 y el 26 de marzo de 1967.
René Deceja del Atenas de Mercedes logró su segunda victoria. Luis Breppe, argentino del Caloi de San Pablo finalizó segundo y el sanducero Alberto Ferrazán tercero. Por primera vez, extranjeros de distintas nacionalidades ganaron etapas en una misma edición. Cuatro etapas ganaron los hermanos Breppe y Antonio Dalleve, todos argentinos, y una se llevó el brasileño De Souza.

## Etapas
| Etapa | Fecha       | Recorrido               | km       | Ganador (equipo)                             |
| 1.ª   | 18 de marzo | Montevideo-Trinidad     | 173,3    | René Pezzatti (San Antonio de Paysandú)      |
| 2.ª   | 19 de marzo | Trinidad-Paysandú       | 199,5    | Antonio Dalleve (Colón de Argentina)         |
| 3.ª   | 20 de marzo | Paysandú-Fray Bentos    | 165,8    | Luis Breppe (Caloi)                          |
| 4.ª   | 21 de marzo | Mercedes-Colonia        | 208,8    | Roberto Breppe (Colón de Argentina)          |
| 5.ª   | 22 de marzo | Juan Lacaze-Florida     | 199      | Jorge Correa (Nacional)                      |
| 6.ª   | 23 de marzo | Florida-Mendoza-Florida | 50 (CRI) | Antonio Dalleve (Colón de Argentina)         |
| 7.ª   | 24 de marzo | Florida-Minas           | 160,2    | Pedro Geraldo de Souza (Monark de San Pablo) |
| 8.ª   | 25 de marzo | Minas-Rocha             | 170,5    | Andrés Cortés (Policial)                     |
| 9.ª   | 26 de marzo | Rocha-Montevideo        | 191,5    | Orlando Aguirre (Maroñas)                    |

### Clasificación individual
| Pos. | Ciclista           | Equipo                  | Tiempo           |
| ---- | ------------------ | ----------------------- | ---------------- |
| 1.º  | René Deceja        | Atenas de Mercedes      | 39 h 27 min 05 s |
| 2.º  | Luis Breppe        | Caloi                   | a 38 s           |
| 3.º  | Alberto Ferrazán   | San Antonio de Paysandú | a 1 min 19 s     |
| 4.º  | Leonel Coussan     | CC Maldonado            | a 1 min 21 s     |
| 5.º  | Jorge Correa       | Wanderers de Paysandú   | a 1 min 22 s     |
| 6.º  | Francisco Segade   | Olimpia                 | a 2 min 33 s     |
| 7.º  | Franklin Placeres  | Maroñas                 | a 2 min 45 s     |
| 8.º  | Orlando Aguirre    | Maroñas                 | a 2 min 45 s     |
| 9.º  | Rodolfo Villanueva | Veloz                   | a 3 min 05 s     |
| 10.º | Roberto Bica       | Policial                | a 3 min 55 s     |

### Clasificación por equipos
| Pos. | Equipo                 | Tiempo            |
| ---- | ---------------------- | ----------------- |
| 1.º  | Atenas de Mercedes     | 118 h 32 min 32 s |
| 2.º  | Caloi                  | a 28 min 55 s     |
| 3.º  | Club Atlético Policial | a 50 min 51 s     |